# 新永安ビル

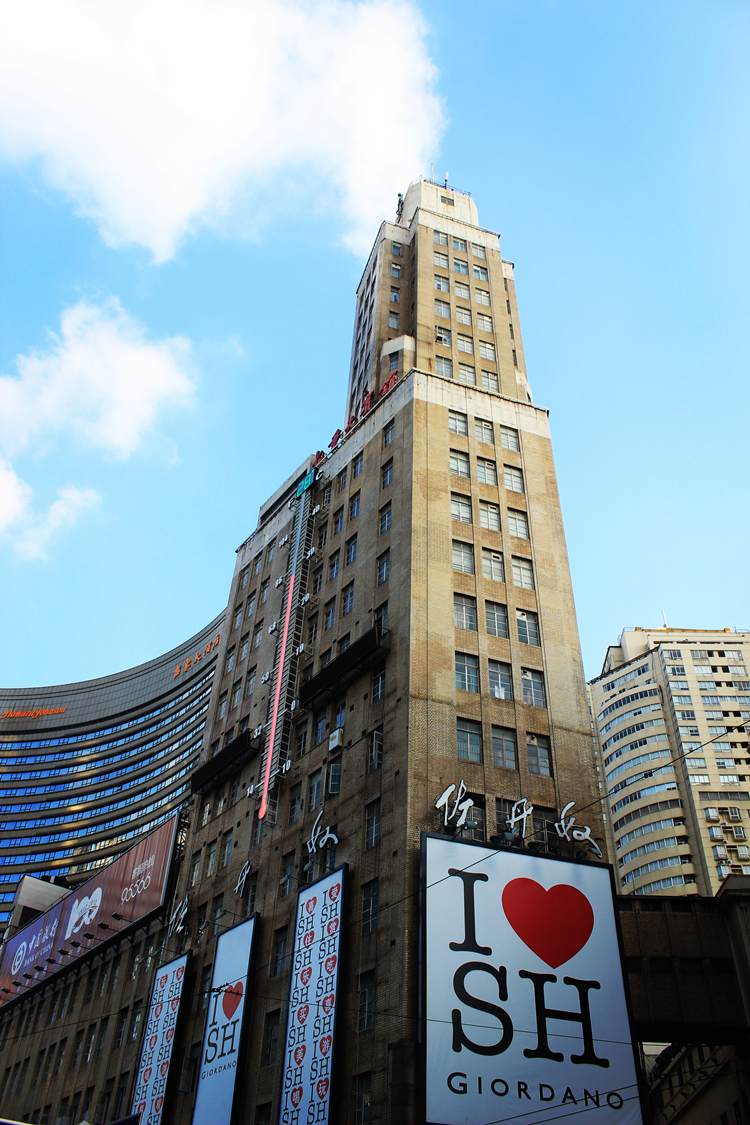
新永安ビル

新永安ビル（しんえいあんビル）は、永安百貨が1930年代に上海市南京東路627号に建設した高層ビルである。空中廊下により、上海永安公司ビルとつないでいる。上海電視台（上海テレビ）と上海東方電視台（上海東方テレビ）は新永安ビルから放送を開始した。1989年、新永安ビルが上海市優秀歴史建築に選ばれた。
敷地面積は1,400㎡、建築面積は14,438㎡である。先端部は22階建て、後部は8階建てである。新永安ビルは1989年9月25日に、上海市文物保護単位に選ばれた。